# Тит-Воин
Тит-Воин, или Тит Печерский, бывший воин — (предпол. род. в XIV в.) монах Киево-Печерского монастыря, преподобный Русской православной церкви.

## Биография
О детстве и мирской жизни Тита сведений практически не сохранилось. Патерик Печерский рассказывает о Тите, что он сначала был воином и отличался мужеством в сражении с неприятелем. В одной из битв он был опасно ранен мечем в голову, от чего чуть не умер. Несколько оправившись от полученной раны, он пришёл в Киево-Печерский монастырь и был принят в число иноков обители. Исследования мощей преподобного в 1982 г. подтвердило наличие на своде черепа(левой теменной кости) сквозное повреждение размером 4 Х 1.5 см., от травмированного участка отходит заросшая линия перелома, что говорит о том, что эта травма не стала причиной смерти.

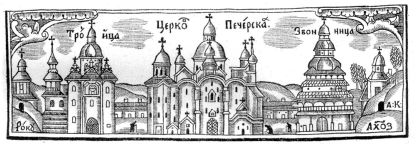
Киево-Печерская лавра

Тит изображается в Житиях святых как строгий отшельник, ведший постоянную и упорную борьбу с плотью, часто подвергавшийся мирским искушениям, но стойко выдерживавший их; о нём говорится, что он много плакал о грехах своих и ещё при жизни получил от Бога извещение о их прощении. Точное время его кончины неизвестно.
Тропарь и кондак прп. Титу-Воину описывают его, как храброго воина Христова, который победил "воинов невидимых", т.е. бесов.
Мощи преподобного Тита почивают в Дальних пещерах в Киевском Печерском монастыре. Память его чтится 27 февраля, 27 января (Греч., РПЦЗ), в Соборе преподобных отцов Киево-Печерских Дальних Пещер и в Соборе всех преподобных отцов Киево-Печерских.